# گمینا وژشنیا
گمینا وژشنیا (به لهستانی:  Gmina Września) یک گمینا در لهستان است که در شهرستان وژشنیا واقع شده‌است. گمینا وژشنیا ۲۲۱٫۸۴ کیلومتر مربع مساحت و ۴۵٬۵۲۳ نفر جمعیت دارد.

## خواهرخوانده
شهر Bruz خواهرخواندهٔ گمینا وژشنیا هست.